# Zwaaiboom

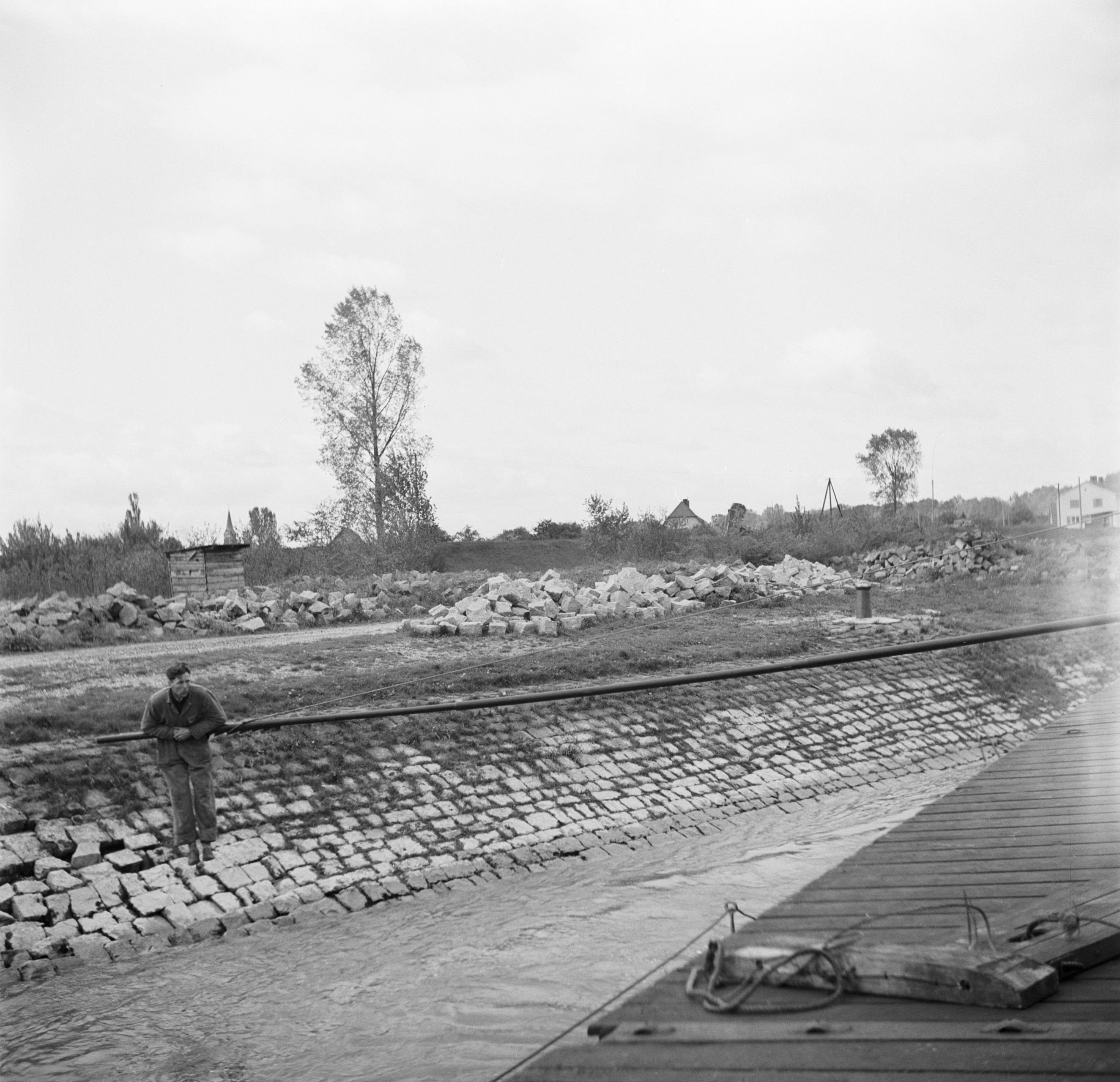
Bemanningslid hangend aan de zwaaiboom van de Damco 230

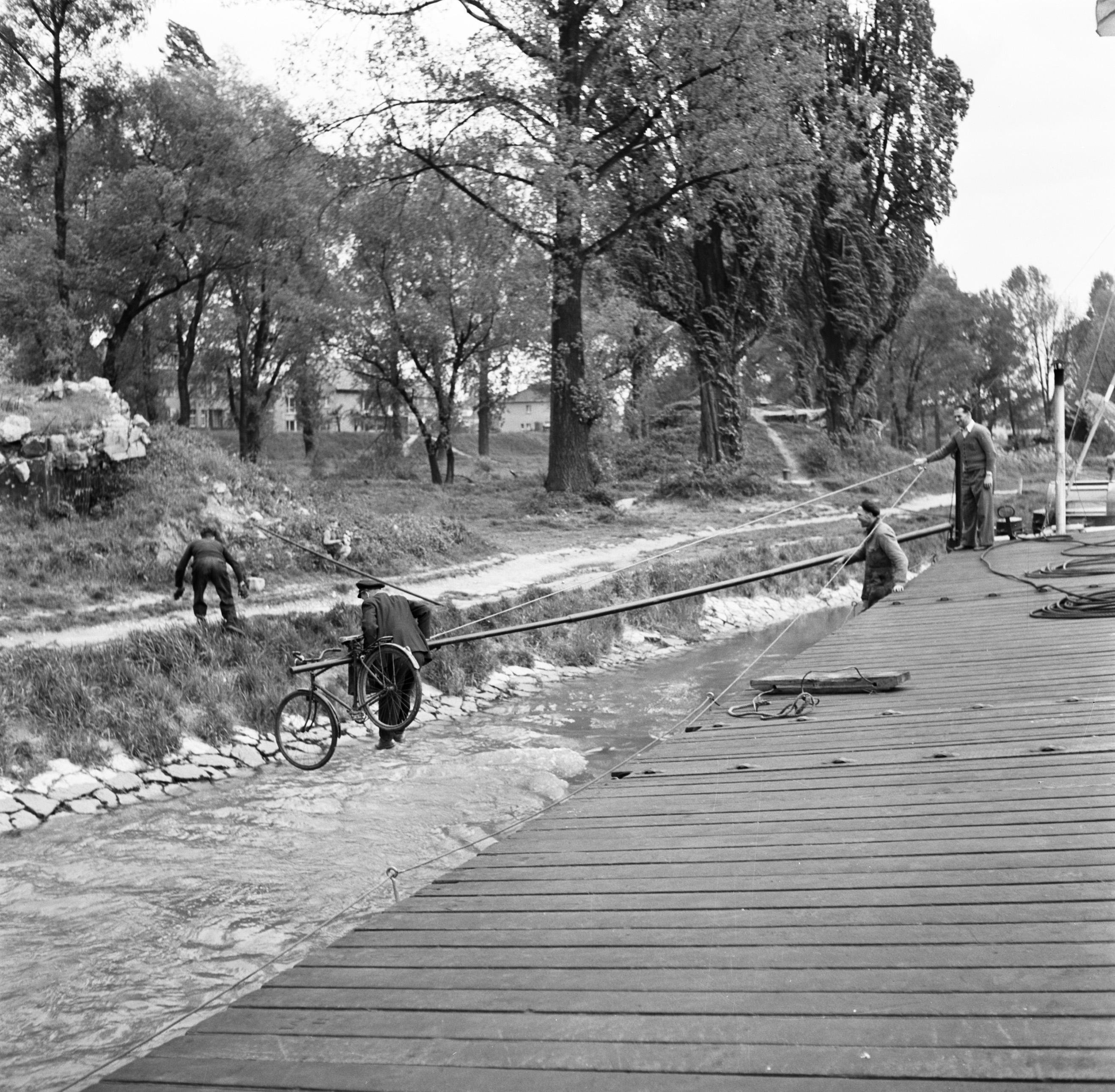
Loods hangt met zijn fiets boven de Rijn aan de zwaaiboom van de Damco 230

Een zwaaiboom, ook bekend als zwierboom, zwenkboom of slingergiek is een onderdeel van een binnenschip, dat dient om een opvarende aan de wal te kunnen zetten, als een loopplank niet gebruikt kan worden. Dat komt voor op een vaarwater waar het schip niet tegen de wal kan komen doordat de wal te schuin is en het schip te diep ligt om tegen de wal af te meren en bijvoorbeeld een touw op een bolder moet worden gezet. Een schip dat uitgerust is met een zwierboom heeft er vaak twee of in ieder geval twee bevestigingspunten zowel aan stuurboord als bakboord zodat de zwierboom dan aan beide zijden kan worden gebruikt.

## Constructie

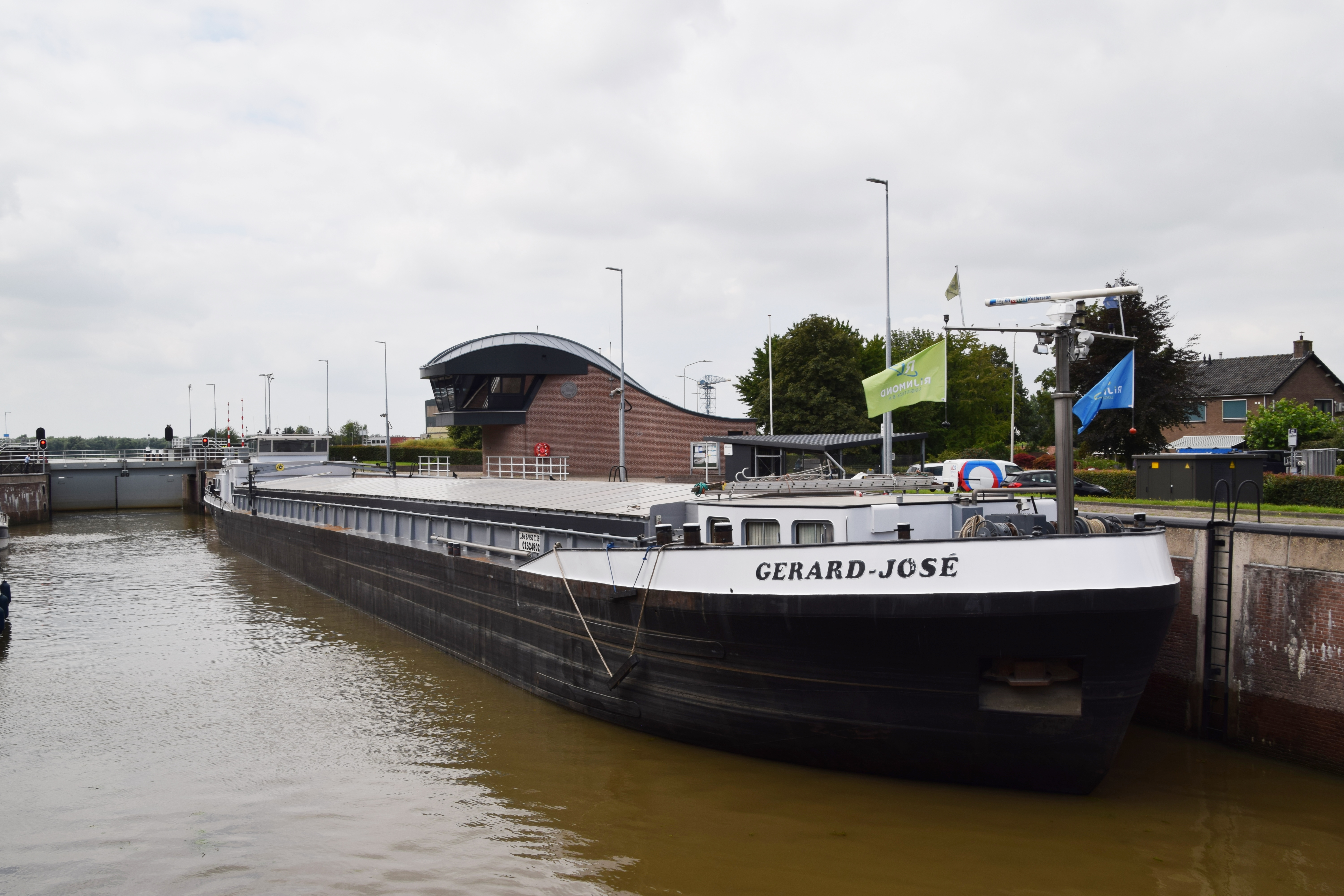
Zelfs op een schip met een Chinees casco uit 2001 kan in 2021 de zwierboom nog worden aangetroffen

De zwierboom bestaat uit een verticale as, die bij het voorschip aan de den is gemonteerd. Aan die as draait een horizontale buis van pakweg vijf tot zes meter lang horizontaal van het schip af. Aan het einde kunnen bovenophandvatten en/of een plankje zitten om met de borst op te liggen.

## Gebruik bij het afmeren
Degene die naar de wal gaat pakt een werplijn (dunne lijn) waaraan het touw waarmee het schip moet worden afgemeerd vastzit en gaat voorover met de borst over de zwierboom hangen. Om boven de wal te zwaaien, zet hij zich voldoende af tegen het schip. Hij kan daarbij geholpen worden door iemand in het gangboord. Hij zwaait boven de wal, laat zich van de boom af zakken en kan het touw aan de wal trekken en op de bolder leggen.